# Plymouth Charter Township
Pour les articles homonymes, voir Plymouth.
Le township de Plymouth, officiellement Plymouth Charter Township, est un township du comté de Wayne, dans l'État américain du Michigan. Sa population était de 27 524 habitants au recensement de 2010. La ville de Plymouth est entourée par le township mais est administrée de manière autonome. 

## Géographie
Selon le Bureau du recensement des États-Unis, le charter township a une superficie totale de 16,0 miles carrés (41 km²), dont 15,9 miles carrés (41 km²) de terre et 0,04 miles carrés (0,10 km²), soit 0,25%, d'eau. 

## Éducation
Le township de Plymouth est desservi par les écoles communautaires de Plymouth-Canton. Le P-CCS dessert la plupart des cantons de Plymouth et de Plymouth Charter dans le comté de Wayne, ainsi que certaines parties du township de Northville Charter (également dans le comté de Wayne), du township de Salem et du township de Superior Charter (ces deux derniers dans le comté de Washtenaw). 

## Économie
Parmi les entreprises basées dans le township de Plymouth figurent Aisin World Corp. of America, Hella Corporate Center USA, Johnson Controls Automotive Experience et Metaldyne (en). 

## Sports
Le township de Plymouth accueille les Whalers de Plymouth de la Ligue de Hockey de l'Ontario, l'une des trois équipes américaines de la Ligue de l'Ontario et l'une des deux équipes du Michigan. Les Whalers jouaient dans la Compuware Arena, aujourd'hui connue sous le nom de USA Hockey Arena. Après la saison 2014-2015, l'équipe a été vendue et est devenue les Firebirds de Flint. L'arène accueillera le Championnat du monde de hockey sur glace féminin de 2017. 
Le township de Plymouth abritait l'équipe de football en salle, les Detroit Ignition de la Xtreme Soccer League (en). L'Ignition a participé aux finales du championnat pendant les trois années de son existence. L'équipe a été dissoute après la saison 2008-2009. L'Ignition a joué au Compuware Arena. 

## Routes
- I-96

- I-275 (joint pour fonctionner en même temps que l'Interstate 96 dans le township de Plymouth)

- M-14 (en)

## Galerie

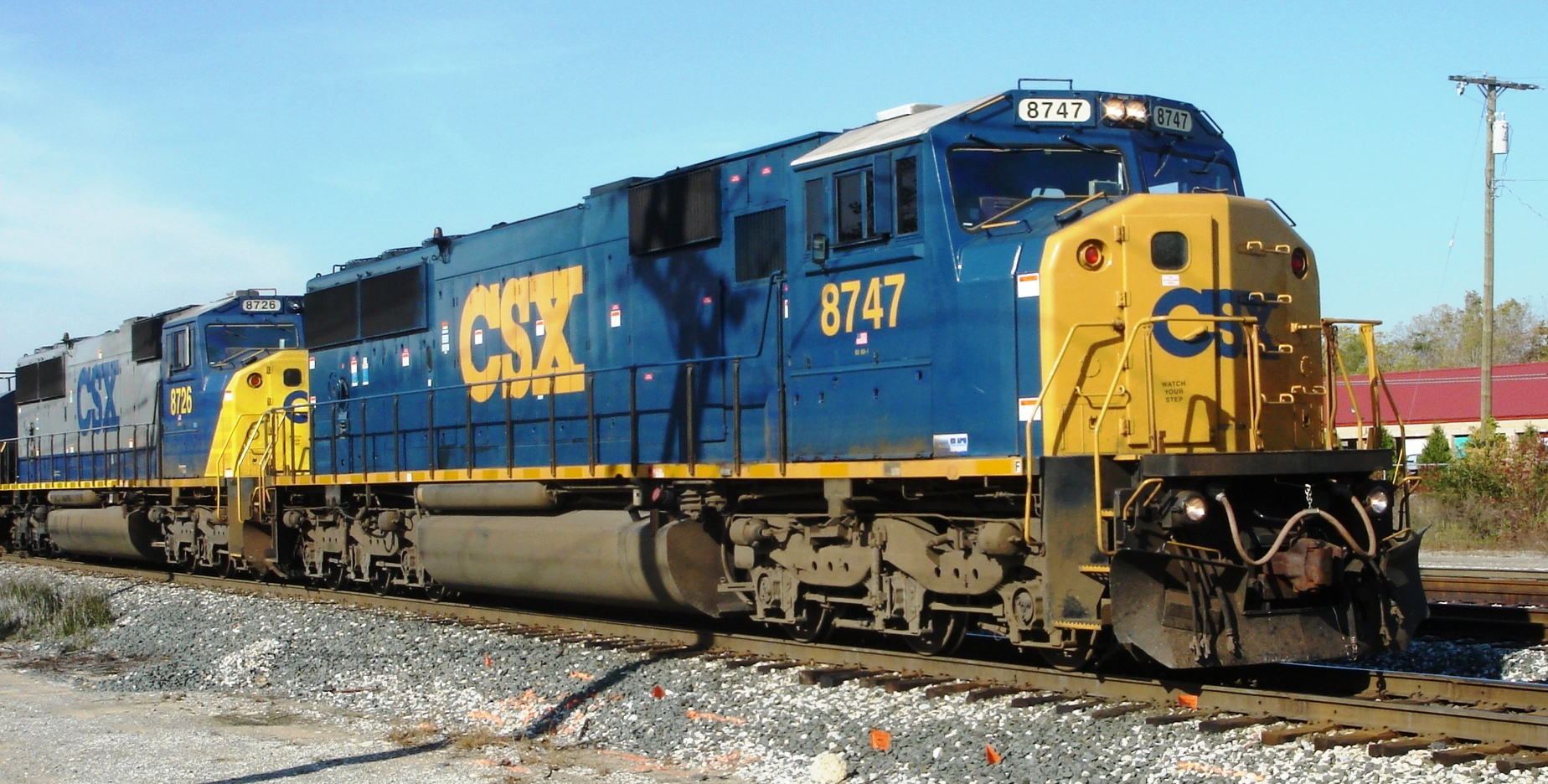
CSX 8747, Plymouth Michigan
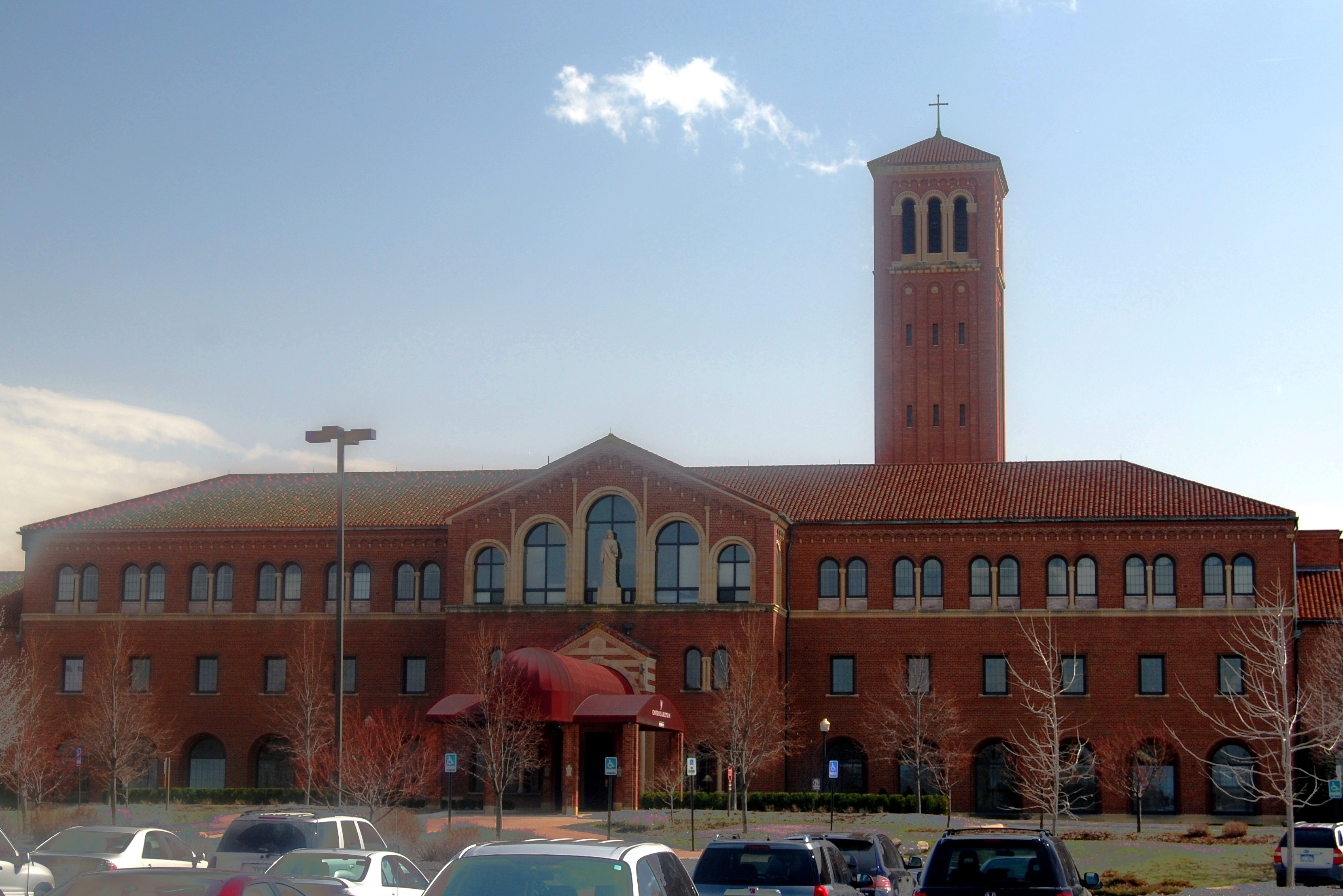
L'auberge de St. John, anciennement le séminaire provincial de St. John
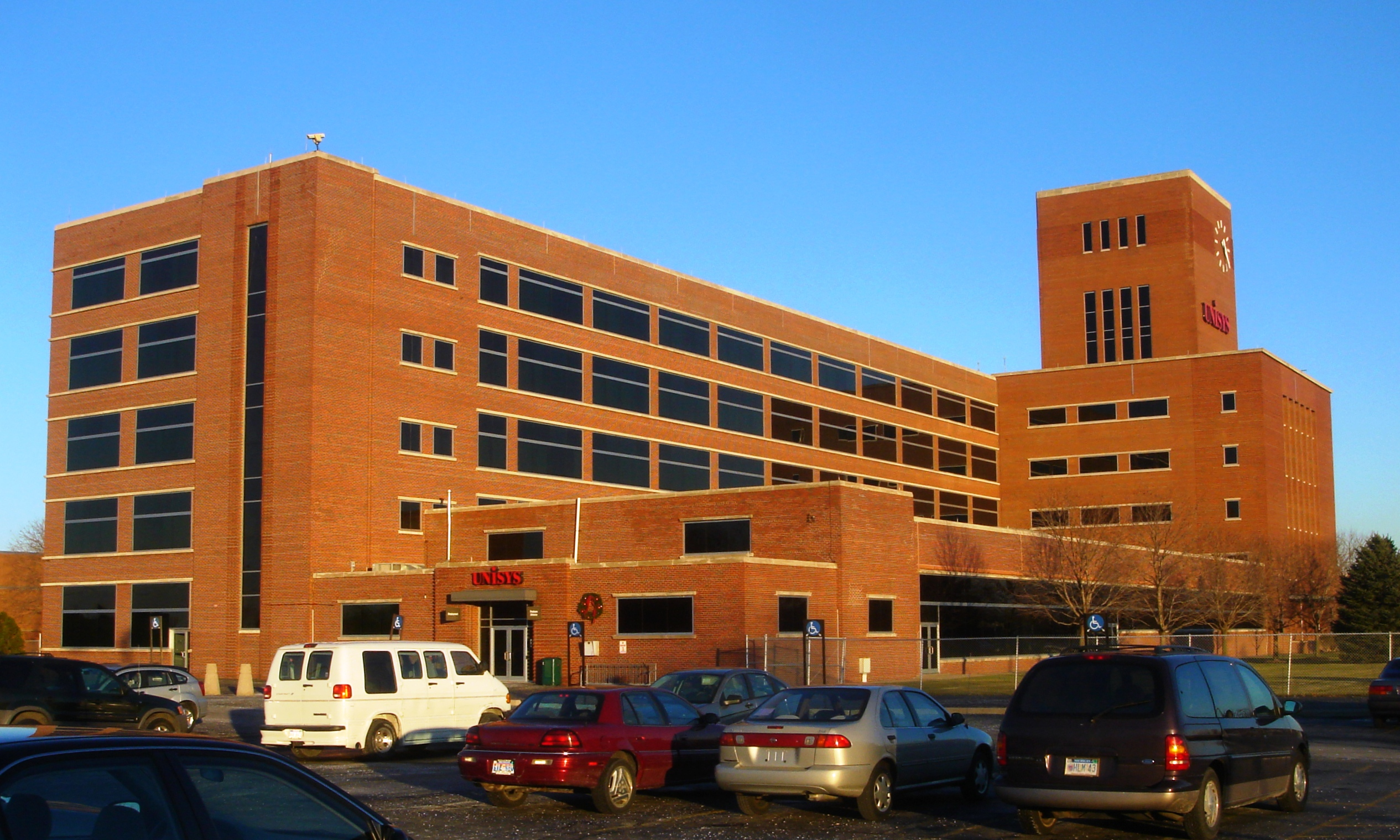
Burroughs Payment Systems
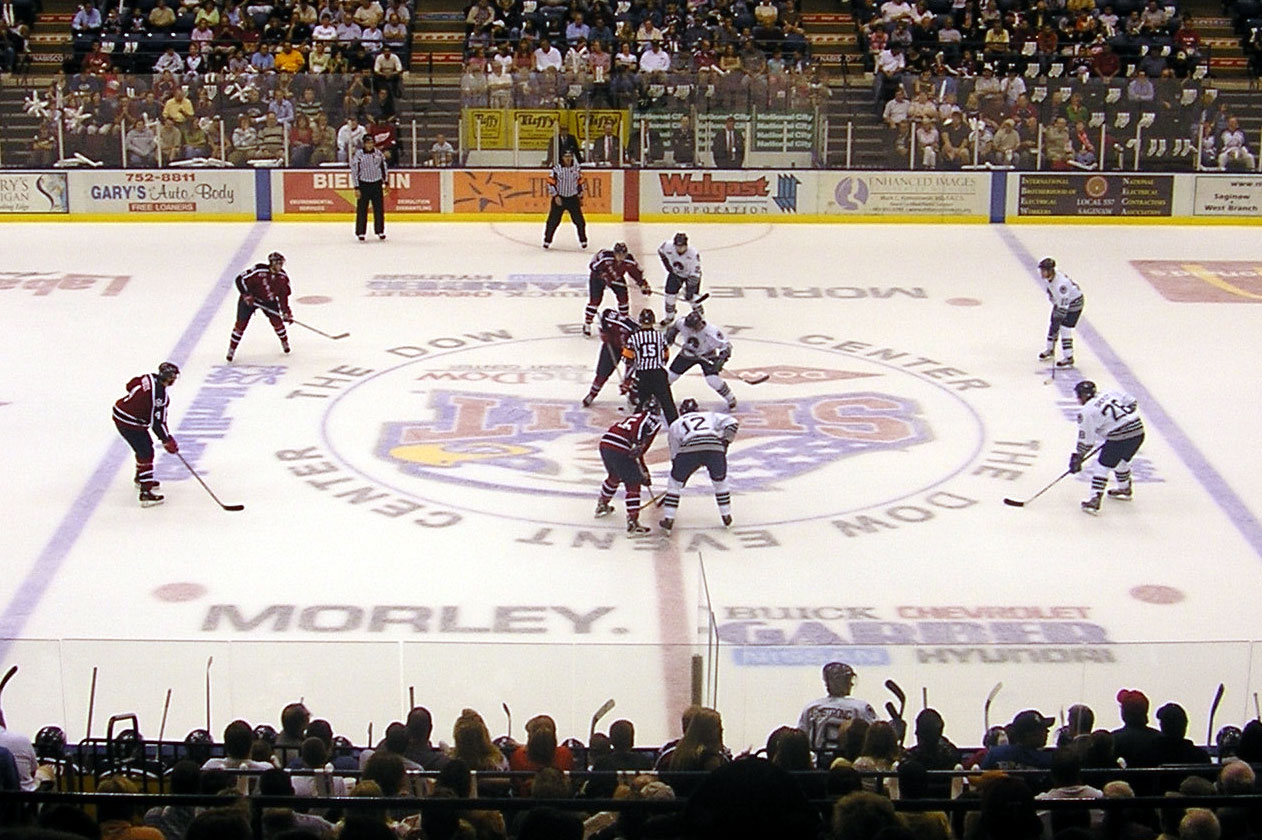
Les Whalers de Plymouth de la Ligue de l'Ontario ont joué leurs matchs à domicile dans la Compuware Arena.